# La Crosse megye
La Crosse megye az Amerikai Egyesült Államokban, azon belül Wisconsin államban található. Megyeszékhelye és legnagyobb városa La Crosse. Lakosainak száma 120 784 fő (2020. április 1.). La Crosse megye Trempealeau, Jackson, Monroe, Vernon, Houston és Winona megyékkel határos.

## Népesség
A megye népességének változása:
| Lakosok száma | 114 856 | 115 291 | 116 219 | 116 713 | 118 212 | 120 784 |
|               | 2010    | 2011    | 2012    | 2013    | 2015    | 2020    |